# Île McNabs
L'île McNabs (en anglais McNabs Island) est une île à l'entrée du port d'Halifax, dans la province canadienne de Nouvelle-Écosse. On y trouve le lieu historique national du Fort-McNab. Avec l'île Lawlor toute proche, l'île McNabs forme le parc provincial des îles McNabs et Lawlor.
L'île McNabs, accessible uniquement par bateau, a une superficie de 3,95 km2.
Le fort McNab, à l'extrémité sud de l'île, a été construit pour défendre l'avant-port. À l'époque, il était la première fortification à Halifax équipée de canons à longue portée. Désaffecté en 1959, il a été désigné lieu historique national en 1965.

## Histoire
La présence humaine sur l'île McNabs remonte à des millénaires. Les Mi’kmaq se rendaient sur l'île longtemps avant l'arrivée des Européens. Au XVIe siècle, les bateaux de pêche évitent le port d'Halifax, dont l'accès est défendu par les Mi’kmaq. Les îles à l'entrée du port sont appelées Les Mortes après que des marins français y sont tués par les Mi’kmaq.

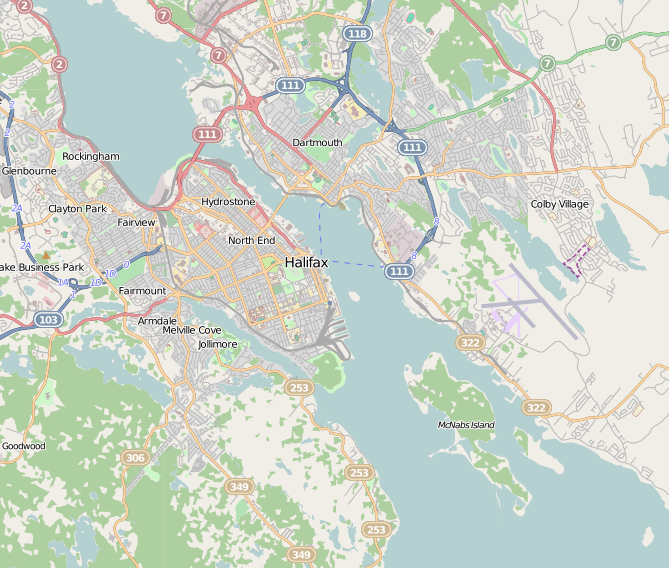
Carte d'Halifax et de l'île McNabs

Dans les années 1690 et jusqu'en 1699, les Français de la Compagnie de la pêche sédentaire de l'Acadie sont les premiers colons à s'établir dans l'île, connue à l'époque sous le nom d'Isle de Chibouquetou. En 1713, la France cède à la Grande-Bretagne la partie continentale de la Nouvelle-Écosse et, en 1749, la famille d'Edward Cornwallis devient propriétaire de l'île, qui porte ensuite son nom pendant plusieurs années.
Dans les années 1760, le gouvernement exige la relocalisation des Mi’kmaq établis à Dartmouth sur la pointe nord de l’île McNabs, qu'on appelle aujourd'hui Indian Point.
En 1782, la famille Cornwallis cède l'île à Peter McNab.
Au début des années 1860, l’amirauté britannique achète des propriétés de la famille McNab pour y établir des ouvrages défensifs. Le fort McNab est construit en 1889.
Au XIXe siècle et jusque dans les années 1920, l'île est un lieu de divertissement populaire. Deux champs de foire y attirent jusqu'à 4 000 visiteurs par jour.
Pendant la Première et la Seconde Guerre mondiale, l'île, en raison de sa position stratégique, est placée sous le contrôle de l'armée.
Dans les années 1960, l'armée transfère le patrimoine militaire de l'île à Parcs Canada, qui est responsable jusqu'à ce jour de la gestion du lieu historique national du Fort-McNab. La quasi-totalité du reste de l'île est depuis 2002 un parc de la Nouvelle-Écosse, le parc provincial des îles McNabs et Lawlor.

## Biodiversité
À leur arrivée, les colons européens ont déboisé la majeure partie de l'île McNabs pour y pratiquer l'agriculture et l'élevage. Aujourd'hui, les forêts les plus anciennes remontent au XIXe siècle et se composent d’érables rouges, de hêtres et d’épinettes rouges, avec un sous-bois dominé par la fougère-à-foin. L'aulne et l’épinette blanche colonisent les pâturages abandonnés.
Près du pavillon de thé, des espèces introduites comme des rhododendrons et des digitales marquent l'emplacement d'un ancien jardin victorien créé dans les années 1880.
L'île est également l'habitat de cerfs de Virginie, de coyotes, de lapins à queue blanche, de ratons laveurs et de renards roux. Plus de 250 espèces d’oiseaux y ont été répertoriées, dont le balbuzard pêcheur et le grand héron.
L'étang McNabs, au centre de l'île, qui était à l'origine une étendue d'eau salée en liaison avec la mer, est devenu un étang d'eau douce après la construction d'une route menant au phare de la plage Maughers. En 2003, la destruction de la route par l’ouragan Juan l'a rendu à l'influence de la mer.

## Ouvrages défensifs
La première fortification militaire de l’île est la tour Sherbrooke, une tour Martello construite entre 1814 et 1828 à la pointe de la plage Maughers.
La construction du fort Ives a commencé en 1865. Le fort a été utilisé jusqu'en 1943.
Fort-McNab qui, avec la Redoute-York, la Tour Prince-de-Galles, la Citadelle-d'Halifax et l'Île-Georges, forment le complexe de défense d’Halifax, a été construit entre 1888 et 1892 sur la côte sud-ouest de l’île. Il a été désigné lieu historique national du Canada parce qu'il témoigne de l’évolution technologique en matière de défense côtière entre 1880 et 1940. Un poste de radar y a été ajouté en 1945. Le fort McNab a été mis hors service en 1959.
La batterie Hugonin, qui est essentiellement une sous-station de la batterie Ives Point, a été construite en 1899. Entre la Première et la Seconde Guerre mondiale, ce poste de défense a été converti en école. Il a été la dernière fortification militaire utilisée sur l’île et a servi de station de surveillance sonore des navires jusque dans les années 1990.
La batterie Strawberry, construite en 1939, protégeait le filet anti-sous-marin d'Halifax durant la Seconde Guerre mondiale.